# Kristýna Boková
Kristýna Boková (* 23. Juli 1981 in Hradec Králové, Tschechoslowakei) ist eine tschechische Schauspielerin.

## Leben
Kristýna Boková wurde 1981 in Hradec Králové geboren. Ihre Eltern sind der Politiker und Aktivist John Bok und die Malerin und Bildhauerin Jitka Boková. Sie hat eine jüngere Schwester, Jenovéfa, die später auch Schauspielerin wurde. Kristýna tanzte bereits als Kind und besuchte nach der Grundschule das Konzervatoř Duncan centre, das einzige Konservatorium für Tanz in Tschechien. Sie schloss das Studium dort allerdings nicht ab, da sie beim Jarmila-Jeřábková-Wettbewerb den ersten Platz belegte und daraufhin in New York Tanz studierte. Nachdem sie nach Tschechien zurückgekehrt war, trat sie in Brünn im HaDivadlo und im Barka-Theater auf, wo sie unter anderem in Die Schöne und das Biest tanzte. In dieser Zeit kreierte sie auch eigene Tanzaufführungen.
Ihr Filmdebüt hatte sie im Jahr 2004 in der Tragikomödie Horem pádem von Jan Hřebejk, wofür sie von Kritikern gelobt wurde. Eigentlich war sie für die Hauptrolle in dem Film Pusinky vorgesehen; da sie zu der Zeit Mutter wurde, passte dies nicht mehr zu der Rolle der schüchternen jungfräulichen Iska. Sie spielte eine kleine Rolle in Ich habe den englischen König bedient und war seitdem häufiger in Film- und Fernsehproduktionen tätig. In den 2010er Jahren waren sie mit den Filmen Identity Card (im Original Občanský průkaz) und Toman erfolgreich. Für ihre Darstellung in diesen beiden Filme erhielt sie Nominierungen für den Preis Slnko v sieti („Sonne im Netz“) als Beste Nebendarstellerin und für den Český lev („Böhmischer Löwe“) als Beste Nebendarstellerin, wobei sie für Toman dann auch mit dem Slnko v sieti ausgezeichnet wurde.
Kristýna Boková war von 2002 bis 2013 mit dem Schauspieler Pavel Liška verheiratet, mit dem sie eine gemeinsame Tochter hat.

## Filmografie
- 2004: Horem pádem
- 2006: Ich habe den englischen König bedient (Obsluhoval jsem anglického krále)
- 2010: Identity Card (Občanský průkaz)
- 2018: Toman
- 2021: Martin und das Geheimnis des Waldes (Mazel a tajemství lesa)

## Auszeichnungen
- 2019: Slnko v sieti – Beste Nebendarstellerin (in dem Film Toman)